# (3165) Mikawa
(3165) Mikawa (1984 QE) ist ein ungefähr acht Kilometer großer Asteroid des inneren Hauptgürtels, der am 31. August 1984 von den japanischen Astronomen Keishin Suzuki und Takeshi Urata an der JCPM Oi Station in Japan (IAU-Code 882) entdeckt wurde.

## Benennung
(3165) Mikawa wurde nach der Provinz Mikawa benannt, die Teil der heutigen Präfektur Aichi ist. Dieser Name ist auch Teil der Bezeichnung des Western Mikawa Astronomical Clubs, in dem der Entdecker Keishin Suzuki Mitglied ist.